# GNAT-750
GNAT-750 — американский разведывательный БПЛА, является предшественником БПЛА Predator. 
имеет нормальную аэродинамическую схему с однобалочным фюзеляжем и задним расположением воздушного винта. Хвостовое оперение — перевёрнутое V-образное. 
Первый полёт совершил летом в 1989 года
Использовался в Югославии и в Афганистане.

## ЛТХ
- Модификация GNAT-750
- Размах крыла, м: 10,76
- Длина, м: 5,33
- Масса, кг:

- пустого 254
- взлётная 510

- Тип двигателя Rotax 582 piston engine (65 л.с.)
- Крейсерская скорость, км/ч: 259
- Радиус действия, км: 267
- Продолжительность полёта, ч.мин:

- максимальная 48

- Практический потолок, м: 7620